# Problemàtica ambiental de la indústria del clor
La indústria química del clor és criticada per moviment ecologista per diverses raons:
- El risc ambiental i social com a conseqüència dels accidents en fàbrica o durant el transport del clor o els seus derivats (com per exemple l'accident de Uquifa a Sant Celoni, amb una víctima mortal, i el de Bhopal a l'Índia, amb entre 3.000 i 15.000 víctimes mortals i centenars de milers d'afectats)
- La contaminació derivada del tractament dels seus residus (principalment les dioxines, potents cancerígens generats durant la combustió de plàstics com el PVC en plantes incineradores)
- El risc per la salut humana que suposa la combustió accidental dels seus derivats (per exemple els fums tòxics generats pel PVC emprat a la construcció) o dels trasvàs dels seus additius als aliments quan el plàstic és usat com a envàs.